# Eupoecilia
Eupoecilia är ett släkte av fjärilar som beskrevs av Stephens 1829. Eupoecilia ingår i familjen vecklare.

## Bildgalleri

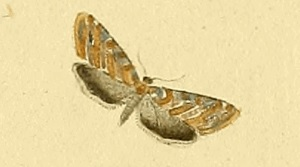
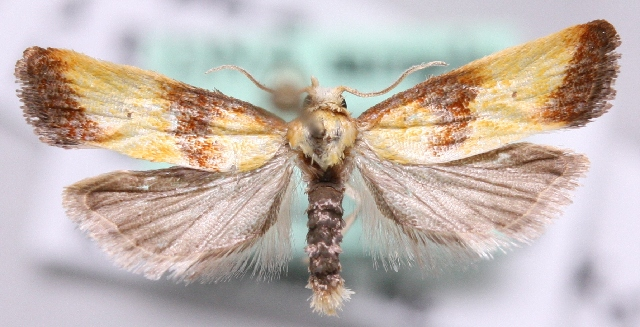
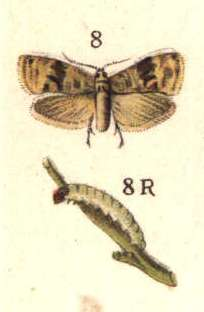
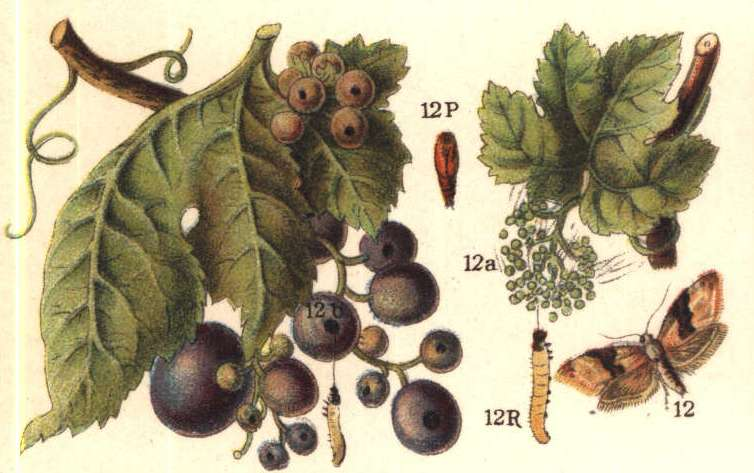
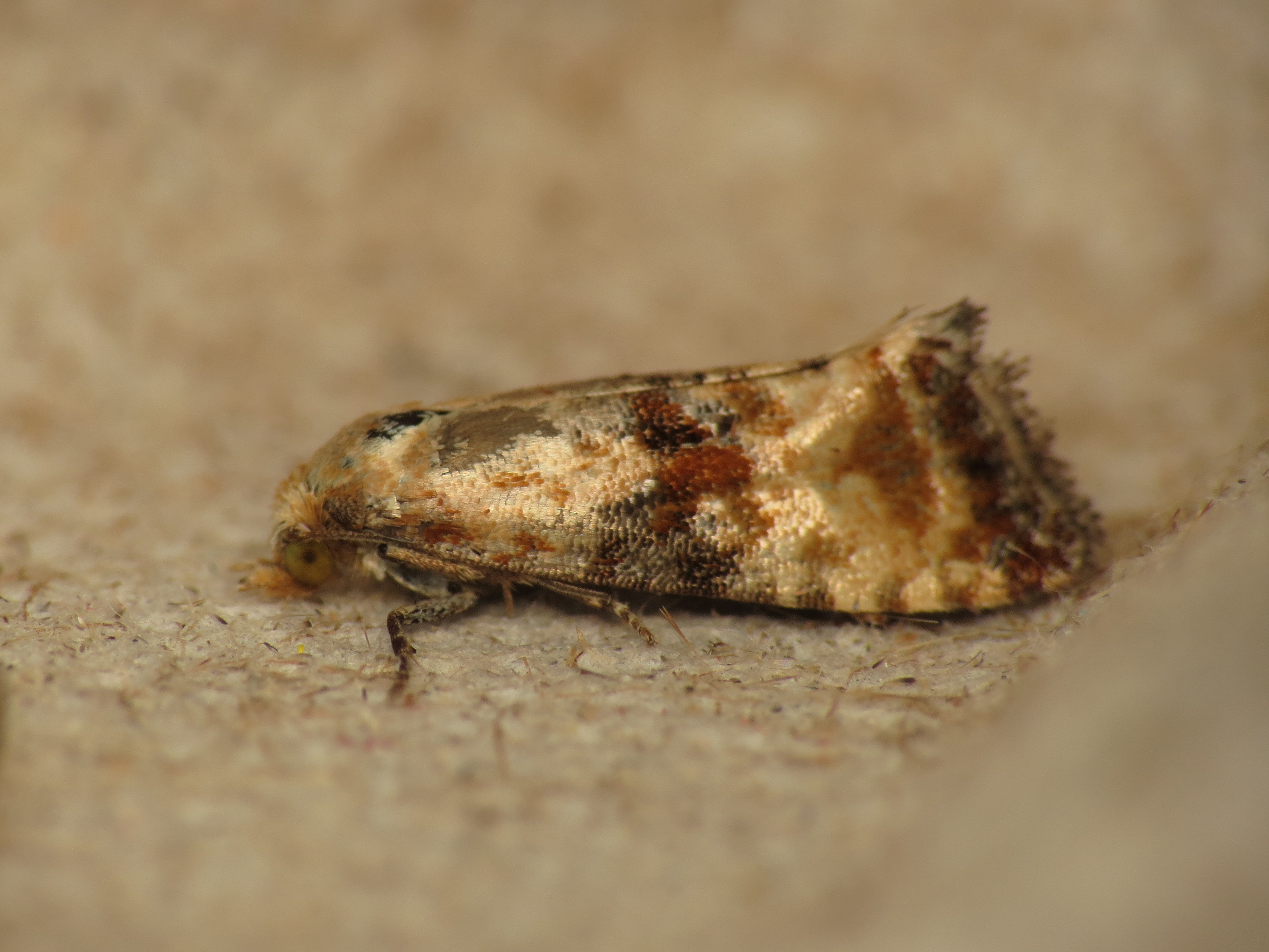
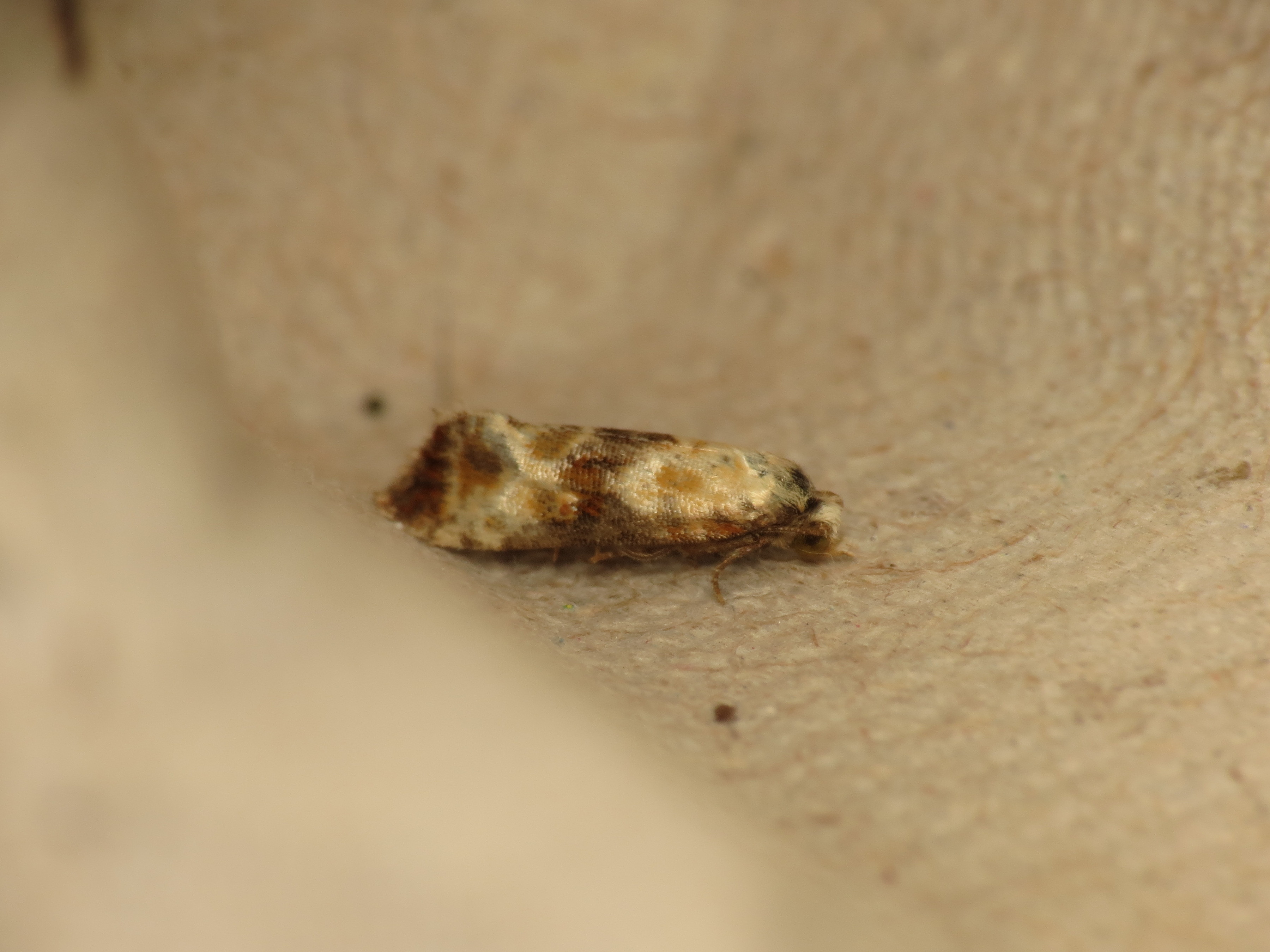

## Dottertaxa tillEupoecilia, i alfabetisk ordning[1][2]
- Eupoecilia aburica
- Eupoecilia ambiguella
- Eupoecilia anebrica
- Eupoecilia angustana
- Eupoecilia anisoneura
- Eupoecilia armifera
- Eupoecilia cebrana
- Eupoecilia charixantha
- Eupoecilia citrinana
- Eupoecilia coniopa
- Eupoecilia cracens
- Eupoecilia crocina
- Eupoecilia cruentana
- Eupoecilia dactylota
- Eupoecilia dentana
- Eupoecilia diana
- Eupoecilia dynadesma
- Eupoecilia engelinae
- Eupoecilia eucalypta
- Eupoecilia fasciella
- Eupoecilia herminiana
- Eupoecilia hissarica
- Eupoecilia inouei
- Eupoecilia kobeana
- Eupoecilia kruegeriana
- Eupoecilia lata
- Eupoecilia neurosema
- Eupoecilia ochrotona
- Eupoecilia omphaciana
- Eupoecilia omphaciella
- Eupoecilia opisthodonta
- Eupoecilia patriciana
- Eupoecilia reliquatrix
- Eupoecilia roserana
- Eupoecilia sanguisorbana
- Eupoecilia scytalephora
- Eupoecilia subroseana
- Eupoecilia sumatrana
- Eupoecilia sumbana
- Eupoecilia taneces
- Eupoecilia tenggerensis
- Eupoecilia thalia
- Eupoecilia thuleana
- Eupoecilia tricesimana
- Eupoecilia turbinaris
- Eupoecilia wegneri
- Eupoecilia wetan